# アルギ＝パギ停留場
アルギ＝パギ停留場（ロシア語: о.п. Арги-Паги）は、ロシア連邦サハリン州ティモウスク管区アルギ＝パギ村にあるロシア鉄道コルサコフ-ノグリキ線の停留場である。

## 概要
1979年、コルサコフ-ノグリキ線 ティモフスク駅 - ノグリキ駅間開通により開業した。